# Рузвельт-Гарденс (Флорида)
Рузвельт-Гарденс (англ. Roosevelt Gardens) — переписна місцевість (CDP) в США, в окрузі Бровард штату Флорида. Населення — 2749 осіб (2020).

## Географія
Рузвельт-Гарденс розташований за координатами 26°8′27″ пн. ш. 80°10′51″ зх. д. / 26.14083° пн. ш. 80.18083° зх. д. (26.140820, -80.180880).  За даними Бюро перепису населення США в 2010 році переписна місцевість мала площу 0,86 км², уся площа — суходіл.

## Демографія
Згідно з переписом 2010 року, у переписній місцевості мешкало 2456 осіб у 774 домогосподарствах у складі 566 родин. Густота населення становила 2854 особи/км².  Було 919 помешкань (1068/км²).
Расовий склад населення:
| - 96,5 % — чорних або афроамериканців - 2,2 % — білих - 0,1 % — корінних американців |

До двох чи більше рас належало 0,9 %. Частка іспаномовних становила 2,0 % від усіх жителів.
За віковим діапазоном населення розподілялося таким чином: 31,8 % — особи молодші 18 років, 60,0 % — особи у віці 18—64 років, 8,2 % — особи у віці 65 років та старші. Медіана віку мешканця становила 31,3 року. На 100 осіб жіночої статі у переписній місцевості припадало 96,0 чоловіків;  на 100 жінок у віці від 18 років та старших — 88,4 чоловіків також старших 18 років.
Середній дохід на одне домашнє господарство  становив 47 406 доларів США (медіана — 38 611), а середній дохід на одну сім'ю — 52 890 доларів (медіана — 41 950). Медіана доходів становила 30 266 доларів для чоловіків та 31 307 доларів для жінок. За межею бідності перебувало 22,8 % осіб, у тому числі 37,2 % дітей у віці до 18 років та 30,2 % осіб у віці 65 років та старших.
Цивільне працевлаштоване населення становило 1247 осіб. Основні галузі зайнятості: освіта, охорона здоров'я та соціальна допомога — 24,5 %, роздрібна торгівля — 21,6 %, мистецтво, розваги та відпочинок — 16,5 %.